# Monaco Forever
Monaco Forever é um filme estadunidense de 1984, do gênero comédia, dirigido por William A. Levey e estrelando Charles Pitt como um ladrão de jóias americano. Michael (Charles Pitt) está tentando roubar uma loja de jóias e encontra vários personagens pelo caminho.[carece de fontes?] Jean-Claude Van Damme interpreta nesse filme um lutador gay de Karatê.
1. ↑  «Jean-Claude Van Damme». The A.V. Club (em inglês). 11 de março de 2008. Consultado em 27 de junho de 2024